# La Pobla de Farnals
La Pobla de Farnals (spanisch Puebla de Farnals) ist eine Gemeinde in der spanischen Provinz Valencia. Sie befindet sich in der Comarca Huerta Nord in der Agglomeration Valencia. 

## Geografie
Das Gemeindegebiet von La Pobla de Farnals grenzt an das der folgenden Gemeinden: Massamagrell, Rafelbunyol und El Puig, die alle in der Provinz Valencia liegen. Die Gemeinde grenzt auch an das Mittelmeer.

## Demografie
| 1842 | 1900 | 1930 | 1950 | 1970 | 1981 | 1991 | 2001 | 2011 |
| ---- | ---- | ---- | ---- | ---- | ---- | ---- | ---- | ---- |
| 635  | 1012 | 1328 | 1514 | 2552 | 4176 | 4507 | 5287 | 7685 |

## Wirtschaft
In der Landwirtschaft, dem traditionell wichtigsten Sektor, ist heute nur noch ein kleiner Teil der Bevölkerung beschäftigt. Angebaut werden vor allem Zitrusfrüchte, Gemüse und Obst. Die Industrie und das Baugewerbe spielen eine wichtige Rolle. Die meisten Einwohner sind allerdings im Dienstleistungssektor beschäftigt.